# Mickaël Mawem
Mickaël Mawem (* 3. August 1990 in Nîmes) ist ein französischer Sportkletterer.

## Karriere
Mickaël folgte seinem großen Bruder Bassa Mawem im Jahr 2014 in die französische Nationalmannschaft. Im Jahr 2018 konnte er die nationale Meisterschaft im Bouldern für sich entscheiden.
Im Kletterweltcup qualifizierte er sich regelmäßig unter die Top 30, konnte bisher jedoch dort keine Gewinne erzielen. Bei den Weltmeisterschaften 2019 in Hachiōji konnte er nach jeweils vierten Plätzen in Speed und Bouldern einen siebten Platz im Lead hinzufügen und qualifizierte sich so als Siebter der Gesamtwertung für die Olympischen Spiele 2020. Dort konnte er sich als Erster der Qualifikation für das Finale qualifizieren und belegte dort den fünften Platz.
Am 4. August 2023 sicherte er sich die Goldmedaille bei der Kletterweltmeisterschaft in Bern in der Kategorie Bouldern und wurde damit zum Boulder-Weltmeister.
Er gehört der Fédération française de la montagne et de l’escalade (FFME) an.